# یله‌مار
 یله‌مار(نام علمی: Malpolon monspessulanus) نام یک گونه از فروراسته ناکورماریان است.

## زندگی گروهی
یله مارها دارای زندگی اجتماعی بوده که در اجتماعشان یک نر غالب و تعدادی نر‌های فرمانبر وجود دارد که در نزدیکی نر غالب زندگی می‌کنند و اگر نر غالب بخواهد با موجود دیگری درگیر شود، نر‌های فرمانبر به نر غالب کمک می‌کنند. نر‌های غالب برای ماده‌شان طعمه شکار می‌کنند و نر‌های فرمانبر هم همین کار را انجام می‌دهند تا ماده از تخم‌هایی که گذاشته زیاد فاصله نگیرد. یله‌مار ماده روی تخم‌ها نمی‌خوابد، اما در هر صورت نزدیک تخم‌ها می‌ماند. از دیگر  ویژگی‌های این مار این است که نر غالب اقدام به علامت گذاری ماده خودش و حتی نر‌های فرمانبردارش می‌کند. این کار از طریق ترشح یک نوع فرومون از غدد بینی انجام می‌شود تا گروهش از باقی یله‌مار‌ها قابل تشخیص باشد.